# Paul Gascoigne
Paul John Gascoigne (Gateshead, 27 maggio 1967) è un ex calciatore inglese, di ruolo centrocampista.
Soprannominato Gazza, ha giocato nella nazionale inglese e in diversi club professionistici dei massimi campionati inglese, italiano e scozzese. Considerato come uno dei calciatori più talentuosi della sua generazione, non è mai riuscito a esprimere appieno il suo potenziale anche per via dei numerosi infortuni, ma soprattutto a causa della sua vita sregolata fuori dal campo, al carattere e alla personalità trasgressiva ed eccentrica.
Dopo il suo ritiro dalla carriera agonistica è stato numerose volte al centro delle cronache per i suoi problemi di alcolismo accompagnati da disturbi psichici sempre più gravi.

## Biografia
Gascoigne nasce a Gateshead, nella contea di Tyne and Wear in Inghilterra. Suo padre John era un manovale, mentre sua madre Carol lavorava in fabbrica. Fu chiamato Paul John in omaggio ai due membri dei Beatles Paul McCartney e John Lennon. Mentre frequentava la scuola di Gateshead, venne notato da alcuni scout, ma non riuscì ad attirare la loro attenzione. Infatti Paul era spesso in sovrappeso, e anche quando riuscì a entrare nelle giovanili del Newcastle, lo stesso presidente Stan Seymour lo descrisse come "un George Best senza cervello".
L'infanzia di Gascoigne fu segnata da grande instabilità. Inizialmente la sua famiglia viveva in una singola stanza al piano superiore di una casa popolare con un unico bagno comune e si trasferì più volte durante i primi anni di vita. Quando aveva dieci anni, il padre cominciò a soffrire di crisi epilettiche, e Gascoigne iniziò a sviluppare alcuni disturbi, tanto da essere preso in terapia. Gascoigne sviluppò anche una dipendenza dalle slot machine, e all'età di 15 anni, decise di provvedere da solo alla sua famiglia, vedendo nel calcio professionistico un modo per guadagnare più soldi del resto della famiglia.
È stato sposato con Sheryl dal 1996 al 1998, da cui ha avuto un figlio; ha inoltre adottato i figli che lei ebbe da un suo matrimonio precedente, tra cui la modella Bianca Gascoigne.

## Caratteristiche tecniche

### Giocatore
Centrocampista offensivo dotato di un ottimo dribbling, era in grado sia di operare come regista avanzato sia di finalizzare l'azione con gol personali. Le sue doti tecniche gli consentivano grande precisione negli assist e nei lanci lunghi, ed erano accompagnate da un fisico possente che gli permetteva di resistere ai difensori avversari, e da un grande agonismo che lo spingeva a interventi in tackle a volte eccessivamente duri.

## Carriera

### Giocatore

#### Club

Gascoigne con la maglia della Lazio nella stagione 1992-1993

Cresciuto nel settore giovanile del Newcastle, approda in prima squadra nel 1985: nello stesso anno vinse con il club la FA Youth Cup battendo 4-1 il Watford in finale, segnando anche una doppietta. Militò nel Newcastle fino al 1988, collezionando 104 presenze e 25 reti.
Passò in seguito al Tottenham Hotspur, dove rimase per tre anni. Qui raggiunse l'apice della sua carriera, con 19 reti stagionali, nella stagione 1990-1991 (record personale eguagliato poi nel 1995-1996 con i Rangers di Glasgow), di cui ben 4 in una sola partita, vinta contro l'Hartlepool United. Il 18 maggio 1991, durante la finale di FA Cup vinta dalla sua squadra (finale a cui Paul aveva contribuito fortemente a raggiungere con 6 reti in 5 partite nelle gare di qualificazione) contro il Nottingham Forest, fu vittima di un grave infortunio al ginocchio destro che lo tenne fuori dai campi per l'intera stagione seguente, quando sarebbe dovuto sbarcare in Italia, alla corte della Lazio del presidente Gianmarco Calleri, il quale aveva già definito l'affare col Tottenham Hotspur.
Insediatosi come nuovo patron della Lazio nel febbraio 1992, il finanziere romano Sergio Cragnotti conferma e formalizza l'acquisto del fuoriclasse inglese, che vestirà così la maglia biancoceleste all'età di 25 anni. Fattosi notare già al suo arrivo nella capitale, esordisce il 27 settembre 1992 nella partita di campionato contro il Genoa. Conquistato un posto da titolare, segnò la prima rete il 29 novembre nel derby a quattro minuti dal termine che permise ai biancocelesti di agguantare il pareggio; goal che lo emoziona talmente tanto da portarlo alle lacrime. Il 7 aprile 1994 nel corso di un allenamento, tenta di contrastare il giovane Alessandro Nesta, infortunandosi gravemente. Torna in campo il 9 aprile 1995 schierato per 90 minuti nella partita contro la Reggiana vinta 2-0. L'ultima apparizione con la Lazio avviene nel derby del 23 aprile 1995 vinto dai biancocelesti 2-0, subentrando nell'ultimo quarto d'ora al posto di Signori. A fine stagione, dopo 47 presenze, 6 gol e tanti momenti stravaganti che tanto lo contraddistinguevano, lascia la Lazio.
Per 4,3 milioni di sterline passa ai Rangers. In Scozia ritrova continuità di gioco e di risultati. Il 30 dicembre 1995 è protagonista di un altro dei suoi stravaganti momenti. I Rangers stanno vincendo 2-0 contro l'Hibernian e Gazza ha appena fallito il gol del 3-0. A terra vede il cartellino giallo, lo raccoglie e, sorridente, alza il braccio e lo esibisce all'arbitro mimando il gesto dell'ammonizione. Gazza in Scozia ebbe modo di risollevare la propria immagine sportiva, aggiudicandosi – tra l'altro – due campionati, una Scottish League Cup e una Scottish Cup: una sua tripletta all'Aberdeen, inoltre, risultò decisiva per la vittoria del titolo nazionale nel 1996.
Tra la fine degli anni 1990 e l'inizio degli anni 2000 giocò in varie squadre inglesi, tra cui Middlesbrough, Everton e Burnley. Dopo aver tentato l'avventura anche nella seconda serie cinese con il Ningbo Yaoma, chiude la carriera in patria con il Boston United, si ritirò nel 2004.

#### Nazionale

Gascoigne consolato dal compagno di nazionale McMahon dopo l'eliminazione inglese nella semifinale mondiale del 1990

Esordì in nazionale nel 1988, partecipando poi al campionato del mondo 1990 dove si segnalò per il carattere estroverso. Della manifestazione italiana rimane – peraltro – celebre il suo pianto, dovuto all'ammonizione rimediata in semifinale contro la Germania Ovest che gli avrebbe impedito di scendere in campo nell'eventuale finale; l'Inghilterra verrà poi sconfitta ai tiri di rigore.
Con i Leoni prese parte alle qualificazioni al campionato del mondo 1994, ove l'Inghilterra finì terza nel proprio gruppo, senza raggiungere la fase finale negli Stati Uniti d'America. Partecipò anche al campionato d'Europa 1996, segnando un gol alla Scozia durante la fase a gironi; la nazionale inglese, Paese ospitante, raggiunse la semifinale arrendendosi ancora ai tedeschi, e sempre ai rigori.
La sua carriera internazionale terminò due anni dopo, allorché il selezionatore Glenn Hoddle non lo convocò per il campionato del mondo 1998 in Francia.

### Allenatore
Nell'estate del 2005 trascorre 2 mesi come giocatore/allenatore dell'Algarve United, club portoghese appena fondato, ma non si concretizza nessuna proposta di contratto e ritorna in Inghilterra. Il 27 ottobre 2005 diventa l'allenatore dei Kettering Town (Conference North) ma dopo 39 giorni viene allontanato dai dirigenti a causa dei problemi di alcool.

## Fuori dal campo
Nel 1990, viene pubblicata Fog On the Tyne (Revisited), una collaborazione con i Lindisfarne destinata ad avere un buon successo commerciale ma stroncata dalla stampa specializzata. Viene inoltre inserita al secondo posto di una classifica online dedicata alle cinque canzoni peggiori in assoluto dopo Ob-La-Di, Ob-La-Da dei Beatles e prima di I'll Do Anything for Love di Meat Loaf. A essa segue Jersey Boys, uscita nello stesso anno e anch'essa recensita negativamente.

## Dopo il ritiro

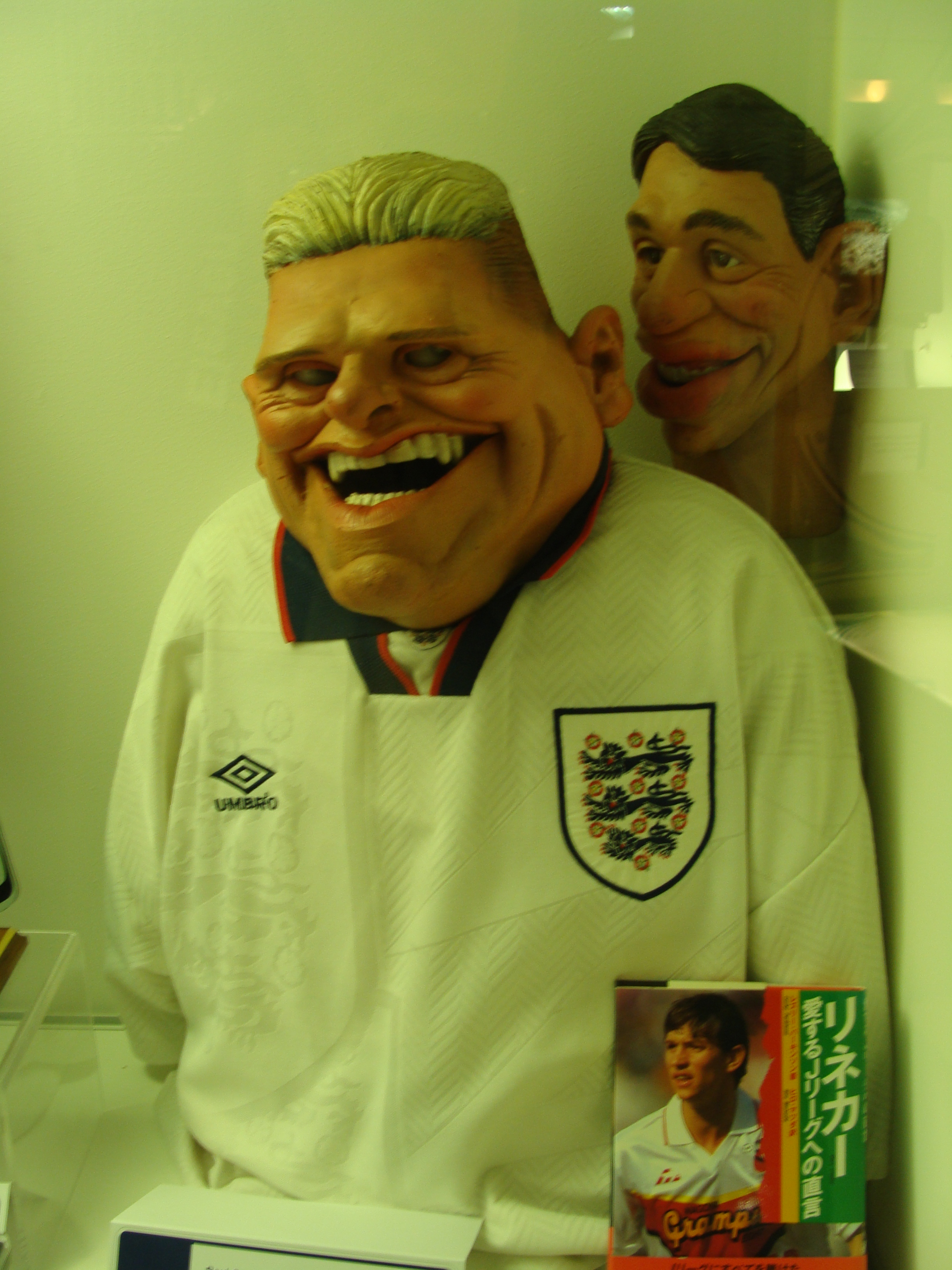
Una maschera caricaturale di Gascoigne

Il 28 maggio 2007 viene operato d'urgenza allo stomaco per un'ulcera perforante.
Il 22 febbraio 2008, in base alla Mental Health Act (la legge sulla salute mentale che permette alla polizia inglese di fermare e portare in un posto «di pubblica sicurezza» le persone che presentano sintomi di disturbi psichici e possono rappresentare un pericolo per l'incolumità pubblica), gli agenti lo ricoverano coattivamente in un ospedale a causa di due incidenti avvenuti in altrettanti alberghi del Nord dell'Isola: prima all'Hotel Malmaison di Newcastle e poi all'Hilton Hotel di Gateshead. Resta per 72 ore in ospedale, dove viene tenuto sotto controllo medico. La sua situazione mentale peggiora sempre di più e il 5 maggio seguente, diagnosticato con disturbo bipolare, tenta il suicidio in un lussuoso hotel di Londra.
Il 4 giugno viene internato in una clinica di Londra per tre mesi di cure obbligatorie e per disintossicazione dal consumo di Red Bull: raccontò di riuscirne a bere anche più di 60 al giorno. Il 3 settembre Gascoigne ha avuto delle allucinazioni dovute all'alcol, in seguito alle quali un medico ha dichiarato che l'alcol ha creato una situazione patologica, non escludendo una crisi epatica in atto. Precedentemente Gazza era stato cacciato da un concerto degli Iron Maiden in Ungheria perché ubriaco; quando gli fu intimato di tornare in Inghilterra sparì per alcuni giorni. Il 18 dello stesso mese viene arrestato con l'accusa di danneggiamento perché avrebbe rotto di proposito un telefonino a un suo fan che gli aveva chiesto un autografo e per una lite con un fotografo.
Il 25 dicembre la sua famiglia ne perde le tracce dopo che era stato dimesso dalla clinica londinese per trascorrere le vacanze natalizie con i suoi parenti. Si rifarà vivo tre giorni dopo: completamente solo e ubriaco, aveva alloggiato in un hotel a poche centinaia di metri dal centro di recupero di Minsterworth, dove era in terapia da tre settimane per sconfiggere la sua dipendenza dall'alcool.
Successivamente decide di curarsi dallo stress con la crioterapia. A metà febbraio 2010 si rivolge al sindacato dei calciatori PFA in quanto dopo aver sperperato in pochi anni il patrimonio di 26 milioni di euro guadagnato in carriera, è divenuto ormai un senzatetto. A settembre è stato a un passo dall'essere nominato allenatore del Garforth Town, squadra che milita nella Evo Stik Division One North, l'ottavo livello del calcio inglese, ma alla fine, dopo numerosi colloqui, l'ex fantasista della nazionale inglese rifiutò l'incarico. La notte del 21 ottobre è stato arrestato per possesso di droga.
Dopo il match di Champions League fra Tottenham e Real Madrid dell'aprile 2011, è stato invitato dal tecnico delle Merengues, il portoghese José Mourinho, a una celebrazione del club, e sono stati proiettati alcuni filmati su Gazza, come quello che riprendeva il suo lungo pianto dopo la sconfitta ai rigori dell'Inghilterra nella semifinale contro la Germania Ovest nei Mondiali del 1990.
Il 22 novembre 2012, in occasione della gara di Europa League tra Lazio e Tottenham, la società romana riesce a riportare all'Olimpico l'ex campione inglese dopo 17 anni dalla sua partenza. Prima del match Gascoigne, accompagnato dal presidente laziale Claudio Lotito, compie un giro di campo salutando i suoi vecchi tifosi.

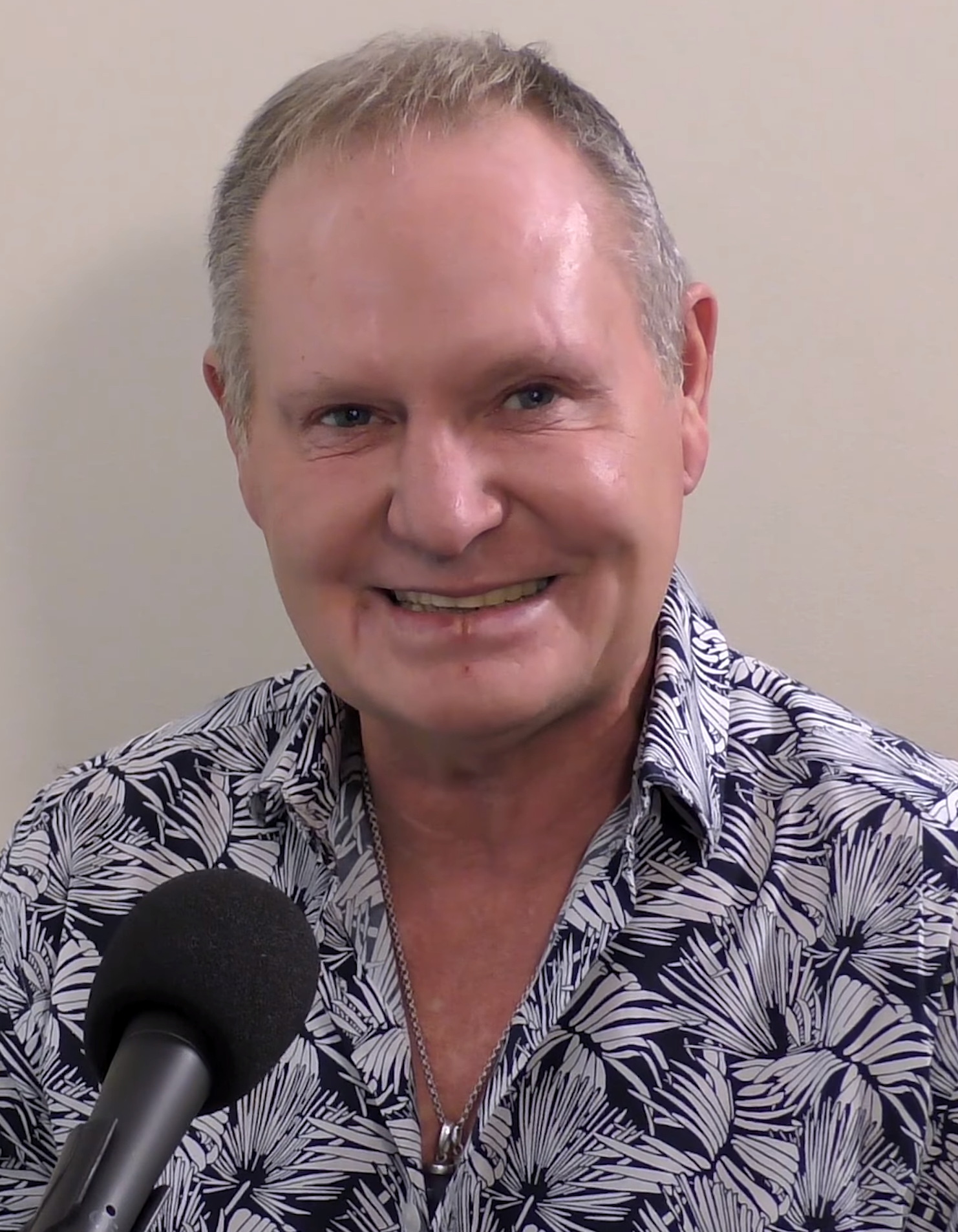
Gascoigne nel 2021

Il 10 febbraio 2013 è colto da una crisi cardio-respiratoria e le sue condizioni appaiono subito gravi, così viene ricoverato d'urgenza in una costosa clinica per la riabilitazione dall'alcol in Arizona grazie al finanziamento di 7.500 sterline da parte di amici ed ex calciatori tra i quali Gary Lineker. Subito dopo il ricovero le sue condizioni sono peggiorate e sarebbe persino entrato in coma. Guarito dalla malattia, il 24 marzo è ospite di un programma londinese. All'uscita dalla registrazione Paul ha detto ai fan "Voglio tornare alla realtà, a differenza di George Best io voglio guarire". Il 7 aprile ritorna, acclamato dalla folla, allo stadio londinese di White Hart Lane, luogo che lo vide protagonista prima dell'approdo alla Lazio. A maggio presenzia alle corse di cavalli di Ascot in compagnia dell'ex moglie Sheryl. Il 4 luglio viene arrestato per aver aggredito l'ex moglie e una guardia di sicurezza presso una stazione ferroviaria; trascorre una notte in cella prima di essere rilasciato su cauzione. Il 5 agosto dovrà rispondere di queste accuse in tribunale. L'8 luglio è rinvenuto a terra, ubriaco con due bottiglie di gin in tasca, davanti a un hotel di Londra da dove era stato buttato fuori per ubriachezza molesta. Da lì è stato raccolto da un'ambulanza e portato in ospedale. Dopo essersi allontanato per 4 giorni dall'ospedale, senza lasciare tracce, il 13 luglio riappare e afferma di essere sobrio da 4 giorni, di voler combattere l'alcolismo e di essere certo di vincere.
Secondo quanto riportato dal Daily Mirror e da altri tabloid inglesi, il 21 agosto 2014 l'ex centrocampista della Lazio e dell'Inghilterra è stato trovato accasciato vicino al suo appartamento e con una bottiglia di gin in mano e ricoverato in ospedale. La notizia del suo ricovero è arrivata poche ore dopo un'altra storia che avevano raccontato i tabloid inglesi: ovvero il suo ritorno al calcio e la sua firma con l'Abbey, club di quarta divisione inglese. Chris Forster, patron della squadra ma anche tassista, aveva raccontato al Daily Echo: "Gli ho assicurato che lo andrò a prendere ogni volta che vorrà venire a giocare".
Nel 2021 partecipa come concorrente alla quindicesima edizione del reality show italiano L'isola dei famosi, ritirandosi dopo 39 giorni per un infortunio alla spalla.

## Statistiche

### Presenze e reti nei club
| Stagione                 | Squadra                  | Campionato               | Campionato | Campionato | Coppe nazionali | Coppe nazionali | Coppe nazionali | Coppe continentali | Coppe continentali | Coppe continentali | Altre coppe | Altre coppe | Altre coppe | Totale | Totale |
| Stagione                 | Squadra                  | Comp                     | Pres       | Reti       | Comp            | Pres            | Reti            | Comp               | Pres               | Reti               | Comp        | Pres        | Reti        | Pres   | Reti   |
| ------------------------ | ------------------------ | ------------------------ | ---------- | ---------- | --------------- | --------------- | --------------- | ------------------ | ------------------ | ------------------ | ----------- | ----------- | ----------- | ------ | ------ |
| 1984-1985                | Newcastle Utd            | FD                       | 2          | 0          | FACup+CdL       | 0               | 0               | -                  | -                  | -                  | -           | -           | -           | 2      | 0      |
| 1985-1986                | Newcastle Utd            | FD                       | 31         | 9          | FACup+CdL       | 1+3             | 0               | -                  | -                  | -                  | -           | -           | -           | 35     | 9      |
| 1986-1987                | Newcastle Utd            | FD                       | 24         | 5          | FACup+CdL       | 0+2             | 0               | -                  | -                  | -                  | -           | -           | -           | 26     | 5      |
| 1987-1988                | Newcastle Utd            | FD                       | 35         | 7          | FACup+CdL       | 3+3             | 3+1             | -                  | -                  | -                  | -           | -           | -           | 41     | 11     |
| Totale Newcastle United  | Totale Newcastle United  | Totale Newcastle United  | 92         | 21         |                 | 4+8             | 3+1             |                    | -                  | -                  |             | -           | -           | 104    | 25     |
| 1988-1989                | Tottenham                | FD                       | 32         | 6          | FACup+CdL       | 0+5             | 0+1             | -                  | -                  | -                  | -           | -           | -           | 37     | 7      |
| 1989-1990                | Tottenham                | FD                       | 34         | 6          | FACup+CdL       | 0+4             | 0+1             | -                  | -                  | -                  | -           | -           | -           | 38     | 7      |
| 1990-1991                | Tottenham                | FD                       | 26         | 7          | FACup+CdL       | 6+5             | 6+6             | -                  | -                  | -                  | -           | -           | -           | 37     | 19     |
| 1991-1992                | Tottenham                | FD                       | 0          | 0          | FACup+CdL       | 0               | 0               | -                  | -                  | -                  | -           | -           | -           | 0      | 0      |
| Totale Tottenham Hotspur | Totale Tottenham Hotspur | Totale Tottenham Hotspur | 92         | 19         |                 | 6+14            | 6+8             |                    | -                  | -                  |             | -           | -           | 112    | 33     |
| 1992-1993                | Lazio                    | A                        | 22         | 4          | CI              | 4               | 0               | -                  | -                  | -                  | -           | -           | -           | 26     | 4      |
| 1993-1994                | Lazio                    | A                        | 17         | 2          | CI              | 0               | 0               | CU                 | 0                  | 0                  | -           | -           | -           | 17     | 2      |
| 1994-1995                | Lazio                    | A                        | 4          | 0          | CI              | 0               | 0               | CU                 | 0                  | 0                  | -           | -           | -           | 4      | 0      |
| Totale Lazio             | Totale Lazio             | Totale Lazio             | 43         | 6          |                 | 4               | 0               |                    | -                  | -                  |             | -           | -           | 47     | 6      |
| 1995-1996                | Rangers                  | SPL                      | 28         | 14         | SCup+SCdL       | 4+3             | 3+1             | UCL                | 7                  | 1                  | -           | -           | -           | 42     | 19     |
| 1996-1997                | Rangers                  | SPL                      | 26         | 13         | SCup+SCdL       | 1+4             | 0+3             | UCL                | 3                  | 1                  | -           | -           | -           | 34     | 17     |
| 1997-1998                | Rangers                  | SPL                      | 20         | 3          | SCup+SCdL       | 3+0             | 0+0             | UCL+CU             | 3+2                | 0+0                | -           | -           | -           | 28     | 3      |
| Totale Rangers           | Totale Rangers           | Totale Rangers           | 74         | 30         |                 | 8+7             | 3+4             |                    | 15                 | 2                  |             | -           | -           | 104    | 39     |
| 1997-1998                | Middlesbrough            | FD                       | 7          | 0          | FACup+CdL       | 0+1             | 0               | -                  | -                  | -                  | -           | -           | -           | 8      | 0      |
| 1998-1999                | Middlesbrough            | PL                       | 26         | 3          | FACup+CdL       | 1+2             | 0               | -                  | -                  | -                  | -           | -           | -           | 29     | 3      |
| 1999-2000                | Middlesbrough            | PL                       | 8          | 1          | FACup+CdL       | 1+2             | 0               | -                  | -                  | -                  | -           | -           | -           | 11     | 1      |
| Totale Middlesbrough     | Totale Middlesbrough     | Totale Middlesbrough     | 41         | 4          |                 | 2+5             | 0               |                    | -                  | -                  |             | -           | -           | 48     | 4      |
| 2000-2001                | Everton                  | PL                       | 14         | 0          | FACup+CdL       | 0+1             | 0               | -                  | -                  | -                  | -           | -           | -           | 15     | 0      |
| 2001-2002                | Everton                  | PL                       | 18         | 1          | FACup+CdL       | 4+1             | 0               | -                  | -                  | -                  | -           | -           | -           | 23     | 1      |
| Totale Everton           | Totale Everton           | Totale Everton           | 32         | 1          |                 | 4+2             | 0               |                    | -                  | -                  |             | -           | -           | 38     | 1      |
| 2002-2003                | Burnley                  | FD                       | 6          | 0          | FACup+CdL       | 0               | 0               | -                  | -                  | -                  | -           | -           | -           | 6      | 0      |
| 2003                     | Ningbo Yaoma             | CLO                      | 4          | 2          | CdC             | 0               | 0               | -                  | -                  | -                  | -           | -           | -           | 4      | 2      |
| 2004-2005                | Boston Utd               | FL2                      | 4          | 0          | FACup+CdL       | 0+1             | 0               | -                  | -                  | -                  | -           | -           | -           | 5      | 0      |
| Totale carriera          | Totale carriera          | Totale carriera          | 388        | 83         |                 | 65              | 25              |                    | 15                 | 2                  |             | -           | -           | 468    | 110    |

### Cronologia presenze e reti in nazionale
| Cronologia completa delle presenze e delle reti in nazionale ― Inghilterra | Cronologia completa delle presenze e delle reti in nazionale ― Inghilterra | Cronologia completa delle presenze e delle reti in nazionale ― Inghilterra | Cronologia completa delle presenze e delle reti in nazionale ― Inghilterra | Cronologia completa delle presenze e delle reti in nazionale ― Inghilterra | Cronologia completa delle presenze e delle reti in nazionale ― Inghilterra | Cronologia completa delle presenze e delle reti in nazionale ― Inghilterra | Cronologia completa delle presenze e delle reti in nazionale ― Inghilterra |
| Data                                                                       | Città                                                                      | In casa                                                                    | Risultato                                                                  | Ospiti                                                                     | Competizione                                                               | Reti                                                                       | Note                                                                       |
| -------------------------------------------------------------------------- | -------------------------------------------------------------------------- | -------------------------------------------------------------------------- | -------------------------------------------------------------------------- | -------------------------------------------------------------------------- | -------------------------------------------------------------------------- | -------------------------------------------------------------------------- | -------------------------------------------------------------------------- |
| 14-9-1988                                                                  | Londra                                                                     | Inghilterra                                                                | 1 – 0                                                                      | Danimarca                                                                  | Amichevole                                                                 | -                                                                          | 85’                                                                        |
| 16-11-1988                                                                 | Riad                                                                       | Arabia Saudita                                                             | 1 – 1                                                                      | Inghilterra                                                                | Amichevole                                                                 | -                                                                          | 80’                                                                        |
| 26-4-1989                                                                  | Londra                                                                     | Inghilterra                                                                | 5 – 0                                                                      | Albania                                                                    | Qual. Mondiali 1990                                                        | 1                                                                          | 66’                                                                        |
| 23-5-1989                                                                  | Londra                                                                     | Inghilterra                                                                | 0 – 0                                                                      | Cile                                                                       | Amichevole                                                                 | -                                                                          | Ammonizione                                                                |
| 27-5-1989                                                                  | Glasgow                                                                    | Scozia                                                                     | 0 – 2                                                                      | Inghilterra                                                                | Amichevole                                                                 | -                                                                          | 76’                                                                        |
| 6-9-1989                                                                   | Solna                                                                      | Svezia                                                                     | 0 – 0                                                                      | Inghilterra                                                                | Qual. Mondiali 1990                                                        | -                                                                          | 72’                                                                        |
| 28-3-1990                                                                  | Londra                                                                     | Inghilterra                                                                | 1 – 0                                                                      | Brasile                                                                    | Amichevole                                                                 | -                                                                          | 78’                                                                        |
| 25-4-1990                                                                  | Londra                                                                     | Inghilterra                                                                | 4 – 2                                                                      | Cecoslovacchia                                                             | Amichevole                                                                 | 1                                                                          |                                                                            |
| 15-5-1990                                                                  | Londra                                                                     | Inghilterra                                                                | 1 – 0                                                                      | Danimarca                                                                  | Amichevole                                                                 | -                                                                          |                                                                            |
| 22-5-1990                                                                  | Londra                                                                     | Inghilterra                                                                | 1 – 2                                                                      | Uruguay                                                                    | Amichevole                                                                 | -                                                                          |                                                                            |
| 2-6-1990                                                                   | Tunisi                                                                     | Tunisia                                                                    | 1 – 1                                                                      | Inghilterra                                                                | Amichevole                                                                 | -                                                                          |                                                                            |
| 13-6-1990                                                                  | Cagliari                                                                   | Inghilterra                                                                | 1 – 1                                                                      | Irlanda                                                                    | Mondiali 1990 - 1º turno                                                   | -                                                                          |                                                                            |
| 16-6-1990                                                                  | Cagliari                                                                   | Inghilterra                                                                | 0 – 0                                                                      | Paesi Bassi                                                                | Mondiali 1990 - 1º turno                                                   | -                                                                          |                                                                            |
| 21-6-1990                                                                  | Cagliari                                                                   | Inghilterra                                                                | 1 – 0                                                                      | Egitto                                                                     | Mondiali 1990 - 1º turno                                                   | -                                                                          |                                                                            |
| 26-6-1990                                                                  | Bologna                                                                    | Inghilterra                                                                | 1 – 0 dts                                                                  | Belgio                                                                     | Mondiali 1990 - Ottavi di finale                                           | -                                                                          | 87’                                                                        |
| 1-7-1990                                                                   | Napoli                                                                     | Inghilterra                                                                | 3 – 2 dts                                                                  | Camerun                                                                    | Mondiali 1990 - Quarti di finale                                           | -                                                                          |                                                                            |
| 4-7-1990                                                                   | Torino                                                                     | Germania                                                                   | 1 – 1 dts (4 – 3 dtr)                                                      | Inghilterra                                                                | Mondiali 1990 - Semifinale                                                 | -                                                                          | 99’                                                                        |
| 12-9-1990                                                                  | Londra                                                                     | Inghilterra                                                                | 1 – 0                                                                      | Ungheria                                                                   | Amichevole                                                                 | -                                                                          |                                                                            |
| 17-10-1990                                                                 | Londra                                                                     | Inghilterra                                                                | 2 – 0                                                                      | Polonia                                                                    | Qual. Euro 1992                                                            | -                                                                          |                                                                            |
| 6-2-1991                                                                   | Londra                                                                     | Inghilterra                                                                | 2 – 0                                                                      | Camerun                                                                    | Amichevole                                                                 | -                                                                          | 67’                                                                        |
| 14-10-1992                                                                 | Londra                                                                     | Inghilterra                                                                | 1 – 1                                                                      | Norvegia                                                                   | Qual. Mondiali 1994                                                        | -                                                                          | 44’                                                                        |
| 18-11-1992                                                                 | Londra                                                                     | Inghilterra                                                                | 4 – 0                                                                      | Turchia                                                                    | Qual. Mondiali 1994                                                        | 2                                                                          |                                                                            |
| 17-2-1993                                                                  | Londra                                                                     | Inghilterra                                                                | 6 – 0                                                                      | San Marino                                                                 | Qual. Mondiali 1994                                                        | -                                                                          |                                                                            |
| 31-3-1993                                                                  | Smirne                                                                     | Turchia                                                                    | 0 – 2                                                                      | Inghilterra                                                                | Qual. Mondiali 1994                                                        | 1                                                                          |                                                                            |
| 28-4-1993                                                                  | Londra                                                                     | Inghilterra                                                                | 2 – 2                                                                      | Paesi Bassi                                                                | Qual. Mondiali 1994                                                        | -                                                                          | 46’                                                                        |
| 29-5-1993                                                                  | Chorzów                                                                    | Polonia                                                                    | 1 – 1                                                                      | Inghilterra                                                                | Qual. Mondiali 1994                                                        | -                                                                          | 78’                                                                        |
| 2-6-1993                                                                   | Oslo                                                                       | Norvegia                                                                   | 2 – 0                                                                      | Inghilterra                                                                | Qual. Mondiali 1994                                                        | -                                                                          |                                                                            |
| 8-9-1993                                                                   | Londra                                                                     | Inghilterra                                                                | 3 – 0                                                                      | Polonia                                                                    | Qual. Mondiali 1994                                                        | 1                                                                          |                                                                            |
| 9-3-1994                                                                   | Londra                                                                     | Inghilterra                                                                | 1 – 0                                                                      | Danimarca                                                                  | Amichevole                                                                 | -                                                                          | 67’                                                                        |
| 3-6-1995                                                                   | Londra                                                                     | Inghilterra                                                                | 2 – 1                                                                      | Giappone                                                                   | Amichevole                                                                 | -                                                                          | 68’                                                                        |
| 8-6-1995                                                                   | Leeds                                                                      | Inghilterra                                                                | 3 – 3                                                                      | Svezia                                                                     | Amichevole                                                                 | -                                                                          | 63’                                                                        |
| 11-6-1995                                                                  | Londra                                                                     | Inghilterra                                                                | 1 – 3                                                                      | Brasile                                                                    | Amichevole                                                                 | -                                                                          | 78’                                                                        |
| 6-9-1995                                                                   | Londra                                                                     | Inghilterra                                                                | 0 – 0                                                                      | Colombia                                                                   | Amichevole                                                                 | -                                                                          | 74’                                                                        |
| 15-11-1995                                                                 | Londra                                                                     | Inghilterra                                                                | 3 – 1                                                                      | Svizzera                                                                   | Amichevole                                                                 | -                                                                          |                                                                            |
| 12-12-1995                                                                 | Londra                                                                     | Inghilterra                                                                | 1 – 1                                                                      | Portogallo                                                                 | Amichevole                                                                 | -                                                                          |                                                                            |
| 27-3-1996                                                                  | Londra                                                                     | Inghilterra                                                                | 1 – 0                                                                      | Bulgaria                                                                   | Amichevole                                                                 | -                                                                          | 76’                                                                        |
| 24-4-1996                                                                  | Londra                                                                     | Inghilterra                                                                | 0 – 0                                                                      | Croazia                                                                    | Amichevole                                                                 | -                                                                          |                                                                            |
| 22-5-1996                                                                  | Pechino                                                                    | Cina                                                                       | 0 – 3                                                                      | Inghilterra                                                                | Amichevole                                                                 | 1                                                                          |                                                                            |
| 8-6-1996                                                                   | Londra                                                                     | Inghilterra                                                                | 1 – 1                                                                      | Svizzera                                                                   | Euro 1996 - 1º turno                                                       | -                                                                          | 77’                                                                        |
| 15-6-1996                                                                  | Londra                                                                     | Scozia                                                                     | 0 – 2                                                                      | Inghilterra                                                                | Euro 1996 - 1º turno                                                       | 1                                                                          |                                                                            |
| 18-6-1996                                                                  | Londra                                                                     | Paesi Bassi                                                                | 1 – 4                                                                      | Inghilterra                                                                | Euro 1996 - 1º turno                                                       | -                                                                          |                                                                            |
| 22-6-1996                                                                  | Londra                                                                     | Spagna                                                                     | 0 – 0 dts (2 – 4 dtr)                                                      | Inghilterra                                                                | Euro 1996 - Quarti di finale                                               | -                                                                          |                                                                            |
| 26-6-1996                                                                  | Londra                                                                     | Germania                                                                   | 1 – 1 dts (7 – 6 dtr)                                                      | Inghilterra                                                                | Euro 1996 - Semifinale                                                     | -                                                                          | 73’                                                                        |
| 1-9-1996                                                                   | Chișinău                                                                   | Moldavia                                                                   | 0 – 3                                                                      | Inghilterra                                                                | Qual. Mondiali 1998                                                        | 1                                                                          | 81’                                                                        |
| 9-10-1996                                                                  | Londra                                                                     | Inghilterra                                                                | 2 – 1                                                                      | Polonia                                                                    | Qual. Mondiali 1998                                                        | -                                                                          |                                                                            |
| 9-11-1996                                                                  | Tbilisi                                                                    | Georgia                                                                    | 0 – 2                                                                      | Inghilterra                                                                | Qual. Mondiali 1998                                                        | -                                                                          |                                                                            |
| 24-5-1997                                                                  | Manchester                                                                 | Inghilterra                                                                | 2 – 1                                                                      | Sudafrica                                                                  | Amichevole                                                                 | -                                                                          | 90’                                                                        |
| 31-5-1997                                                                  | Chorzów                                                                    | Polonia                                                                    | 0 – 2                                                                      | Inghilterra                                                                | Qual. Mondiali 1998                                                        | -                                                                          | 18’                                                                        |
| 4-6-1997                                                                   | Nantes                                                                     | Inghilterra                                                                | 2 – 0                                                                      | Italia                                                                     | Amichevole                                                                 | -                                                                          | 78’ 86’                                                                    |
| 7-6-1997                                                                   | Montpellier                                                                | Francia                                                                    | 0 – 1                                                                      | Inghilterra                                                                | Amichevole                                                                 | -                                                                          |                                                                            |
| 10-6-1997                                                                  | Parigi                                                                     | Inghilterra                                                                | 0 – 1                                                                      | Brasile                                                                    | Amichevole                                                                 | -                                                                          |                                                                            |
| 10-9-1997                                                                  | Londra                                                                     | Inghilterra                                                                | 4 – 0                                                                      | Moldavia                                                                   | Qual. Mondiali 1998                                                        | 1                                                                          |                                                                            |
| 11-10-1997                                                                 | Roma                                                                       | Italia                                                                     | 0 – 0                                                                      | Inghilterra                                                                | Qual. Mondiali 1998                                                        | -                                                                          | 41’ 88’                                                                    |
| 15-11-1997                                                                 | Londra                                                                     | Inghilterra                                                                | 2 – 0                                                                      | Camerun                                                                    | Amichevole                                                                 | -                                                                          | 74’                                                                        |
| 23-5-1998                                                                  | Londra                                                                     | Inghilterra                                                                | 0 – 0                                                                      | Arabia Saudita                                                             | Amichevole                                                                 | -                                                                          | 60’                                                                        |
| 27-5-1998                                                                  | Casablanca                                                                 | Marocco                                                                    | 0 – 1                                                                      | Inghilterra                                                                | Trofeo di calcio Hassan II 1998                                            | -                                                                          |                                                                            |
| 29-5-1998                                                                  | Casablanca                                                                 | Belgio                                                                     | 0 – 0 (4 – 3 dtr)                                                          | Inghilterra                                                                | Trofeo di calcio Hassan II 1998                                            | -                                                                          | 50’                                                                        |
| Totale                                                                     |                                                                            | Presenze                                                                   | 57                                                                         |                                                                            | Reti                                                                       | 10                                                                         |                                                                            |

## Palmarès

### Giocatore

#### Club

##### Competizioni giovanili
- FA Youth Cup: 1

Newcastle: 1984-1985

##### Competizioni nazionali
- Coppa d'Inghilterra: 1

Tottenham: 1990-1991
- Campionato scozzese: 2

Rangers: 1995-1996, 1996-1997
- Coppa di Scozia: 1

Rangers: 1995-1996
- Coppa di Lega scozzese: 1

Rangers: 1996-1997

#### Nazionale
- Coppa Stanley Rous: 1

Inghilterra: 1989
- Torneo di Francia: 1

Inghilterra: 1997

#### Individuale
- Giovane dell'anno della PFA: 1

1988
- Riconoscimenti accessori al campionato mondiale di calcio: 2

Trofeo FIFA Fair Play 1990
All-Star Team 1990
- Personalità dell'anno BBC Sports: 1

1990
- Capocannoniere della Football League Cup: 1

1990-1991 (6 gol)
- Giocatore dell'anno della SFWA: 1

1996
- Giocatore dell'anno della SPFA: 1

1996
- Top 11 Europei 1996: 1
- Hall of Fame del calcio inglese: 1

2002
- Hall of Fame dei Glasgow Rangers: 1

2006

## Discografia

### Singoli
- 1990 - Fog on the Tyne (con i Lindisfarne)
- 1990 - Geordie Boys